# Захари Струмски
Захари Струмски е български общественик, лекар, борец за църковна независимост и просвещение от епохата на Възраждането.

## Биография
Захари Струмски е роден в град Кюстендил през 1820 година. Останал рано сирак, става прислужник на кюстендилския гръцки митрополит Артемий, който поема разходите за учението му. Захари Струмски учи в гръцкото училище в Цариград, след което продължава учението на остров Андрос в прочутата тогавашна школа на Теофилос Каирис, а след това в Атина, където завършва гимназия и медицина. Взема докторат в Париж и се установява в Цариград, където става прочут лекар.
Въпреки високото си обществено положение и гръцкото образование Захари Струмски неразривно свързва името си с борбите на българския народ за църковна независимост, културно и просветно издигане. Пише в „Цариградски вестник“, публикува статията „Уреждане на една българска болница в Цариград" и здравно-просветни статии. Заедно с Гаврил Кръстевич урежда приемането на будни българчета в Галата-Сарайското висше медицинско училище (1858). В Цариград е близък на Георги Раковски, д-р Стоян Чомаков, д-р Христо Стамболски и Петко Славейков. През 1860 г. е избран за представител на Кюстендилската епархия в Цариград в борбите за църковна независимост. Поддържа връзки с видни кюстендилци. В писмо от 13 май 1862 година от остров Халки пише на градския първенец в Кюстендил Иван Лекарски, че новоназначеният от Гръцката патриаршия кюстендилски митрополит Игнатий пребивава още в Мидия, а това е в интерес на българите от епархията. В писмо от 3 март 1863 година го уведомява отново, че владиката Игнатий се възпира нарочно от българите в Цариград, защото като назначен от Гръцката патриаршия с дохождането му в Кюстендил епархията би попаднала под гръцка духовна власт.
За патриотичните си прояви Захари Струмски е преследван от гърците, принуден е да напусне Цариград, постъпва на турска служба и заминава за Анадола. Преди това подарява богатата си библиотека на новооткритото в Цариград българско читалище. Заболява тежко и умира в бедност. Погребан в Цариград.